# Os Blancos
Os Blancos est une commune de la province d'Ourense en Espagne située dans la communauté autonome de Galice.